# Tamboril (Repubblica Dominicana)
Tamboril è un comune della Repubblica Dominicana di 49.810 abitanti, situato nella Provincia di Santiago. Comprende, oltre al capoluogo, un distretto municipale: Canca La Piedra.